# Yusef Lateef
Yusef Abdul Lateef (nato William Emanuel Huddleston; Chattanooga, 9 ottobre 1920 – Shutesbury, 23 dicembre 2013) è stato un musicista e compositore statunitense jazz.
È stato anche attivo come portavoce della Comunità Musulmana Ahmadiyya, dopo la sua conversione all'Islam avvenuta nel 1950. Ha saputo suonare diversi strumenti a fiato (sassofono tenore, flauto, oboe, fagotto) ed ha influenzato lo stile jazz con la world music, grazie soprattutto all'inserimento di strumenti come shofar, koto, sarewa, arghul, flauto bamboo e shanai.

## Biografia
Nato nel Tennessee, si trasferisce con la famiglia nel 1925 a Detroit, nel Michigan. Nei primi anni di attività musicale entra in contatto con musicisti di rilievo della città di Detroit e non solo (adottando il nome Bill Evans): tra questi il vibrafonista Milt Jackson, il bassista Paul Chambers, il batterista Elvin Jones ed il chitarrista Kenny Burrell. Dall'età di 18 anni inizia a comporre musica in diversi gruppi jazz locali. Nel 1949 entra nell'orchestra di Dizzy Gillespie, con la quale partecipa a numerosi tour, cominciando a farsi notare nell'ambiente jazz. Nel 1956 avvia a registrare come solista, pubblicando per la Savoy Records dal '57 fino al 1959. Ad accompagnarlo durante questo periodo, durante il quale c'è gia' il desiderio di sperimentare le possibilità delle tecniche strumentali d'oriente, vi sono il trombettista Wilbur Harden e il pianista Hugh Lawson.
Negli anni seguenti continuerà ad usare strumenti di provenienza orientale e africana (trascorrendo molti anni in Nigeria), come shanai, raab, arghul, koto, flauti in legno cinese e campane che, assieme al suo sassofono tenore, all'oboe e al flauto, creano un effetto nuovo e suggestivo. Anche il cammino musicale e spirituale di John Coltrane ha tratto delle influenze da Lateef. Con Don Cherry, Lateef è considerato uno dei primi esponenti della world music, genere di contaminazione tra elementi di diverse estrazioni popolari. Dal 1962 al 1964 è in tour ed incide diversi dischi con i fratelli Nat e Cannonball Adderley. Dal '63 al '66 incide per l'etichetta Impulse! Records e suona con talenti emergenti come il trombettista Richard Williams ed il pianista Mike Nock. Di questo periodo è l'album Live at Pep's 1 & 2. Inoltre conia, per descrivere la propria musica, il termine "autophysiopsychic", in modo tale da rivolgersi al lato più autentico e profondo della persona, sia fisico che spirituale. Questo tema è incluso nel libro scritto al riguardo ed intitolato Metodo per eseguire musica autophysiopsychic.
Negli anni a seguire continua ad incidere e suonare nel mondo. Numerose le collaborazioni con il percussionista Adam Rudolph e l'Organic Orchestra in giro per l'Europa, soprattutto in Francia col gruppo dei fratelli Lionel e Stéphane Belmondo.
Negli anni ottanta si è avvicinato alla new Age: un esempio è dato all'album Yusef Lateef's Little Symphony, vincitore del Grammy nella categoria "miglior album new age".
Nel 1992 ha fondato l'etichetta YAL Records, con cui ha registrato lavori fino alla fine della sua vita.
Nel 2010 ha ricevuto il riconoscimento quale "Jazz Master" dalla National Endowment for the Arts, il più alto riconoscimento nel jazz.
È morto nel dicembre 2013 all'età di 93 anni nella città di Shutesbury per un tumore alla prostata.

## Riconoscimenti
- Grammy Awards 1987 - album Yusef Lateef's Little Symphony
- Nominato nel 2010 "Jazz Master" dalla National Endowment for the Arts

## Discografia

### Come artista principale
- Jazz for the Thinker (Savoy, 1957)
- Jazz Mood (Savoy, 1957)
- Before Dawn: The Music of Yusef Lateef (Verve, 1957)
- Jazz and the Sounds of Nature (Savoy, 1957)
- Prayer to the East (Savoy, 1957)
- The Sounds of Yusef (Prestige, 1957)
- Other Sounds (New Jazz, 1957)
- Lateef at Cranbrook (Argo Records, 1958). Riedito nel 2009, con ulteriori registrazioni dello stesso periodo:  "At Cranbrook and Elsewhere"  (El Records)
- The Dreamer (Savoy, 1959)
- The Fabric of Jazz (Savoy, 1959)
- Cry! - Tender (New Jazz, 1959)
- The Three Faces of Yusef Lateef (Riverside, 1960)
- The Centaur and the Phoenix (Riverside, 1960)
- Lost in Sound (Charlie Parker, 1961)
- Eastern Sounds (Moodsville, 1961)
- Into Something (New Jazz, 1961)
- Jazz 'Round the World (Impulse!, 1963)
- Live at Pep's (Impulse!, 1964)
- 1984 (Impulse!, 1965)
- Psychicemotus (Impulse!, 1965)
- A Flat, G Flat and C (Impulse!, 1966)
- The Golden Flute (Impulse!, 1966)
- The Complete Yusef Lateef (Atlantic, 1967)
- The Blue Yusef Lateef (Atlantic, 1968)
- Yusef Lateef's Detroit (Atlantic, 1969)
- The Diverse Yusef Lateef (Atlantic, 1969)
- Suite 16 (Atlantic, 1970)
- The Gentle Giant (Atlantic, 1971)
- Hush 'N' Thunder (Atlantic, 1972)
- Part of the Search (Atlantic, 1973)
- 10 Years Hence (Atlantic, 1974)
- The Doctor is In... and Out (Atlantic, 1976)
- Autophysiopsychic (1977, CTI Records)
- In a Temple Garden (1979, CTI Records)
- Yusef Lateef in Nigeria (Landmark, 1983)
- Yusef Lateef's Little Symphony (Atlantic, 1987)
- Concerto for Yusef Lateef (Atlantic, 1988)
- Nocturnes (Atlantic, 1989)
- Meditations (Atlantic, 1990)
- Yusef Lateef's Encounters (Atlantic, 1991)
- Tenors of Yusef Lateef and Von Freeman (Yal, 1992)
- Heart Vision (Yal, 1992)
- Yusef Lateef Plays Ballads (Yal, 1993)
- Tenors of Yusef Lateef and Archie Shepp (Yal, 1993)
- Woodwinds (Yal, 1993)
- The World at Peace (1997)
- Beyond the Sky (2000)
- Go: Organic Orchestra: In the Garden (2003)
- The Doctor is In and Out (2005)
- Nocturnes (2005)
- The Complete Yusef Lateef (2005)
- The Blue Yusef Lateef (2005)
- Influence with Lionel and Stéphane Belmondo (2005)
- 10 Years Hence (2008)
- Roots Run Deep (2012, Rogue Art)